# Новинка (Могилёвская область)
Нови́нка (бел. Навінка) — деревня в составе Радомльского сельсовета Чаусского района Могилёвской области Республики Беларусь.

## Население
- 2010 год — 15 человек